# 1 Dywizja Piechoty (USA)

Flaga dywizji

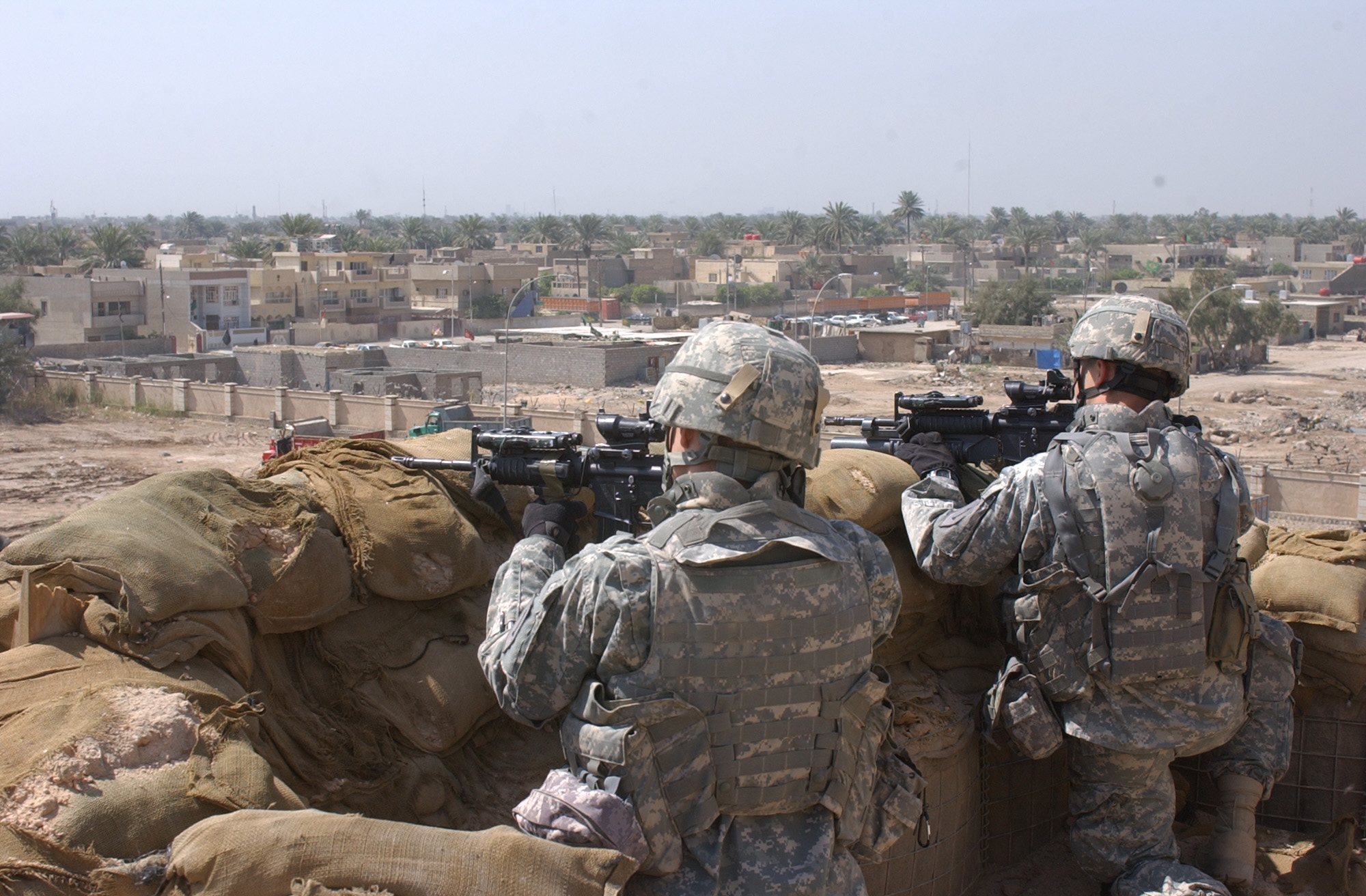
Bagdad, 2007

1 Dywizja Piechoty (ang. U.S. 1st Infantry Division, przydomek Big Red One, po polsku Wielka Czerwona Jedynka od odznaki dywizji) – jedna z dywizji Armii Stanów Zjednoczonych. Pomimo nazwy, która jest pozostałością historyczną, jest jedną z sześciu tzw. dywizji ciężkich (pancerno-zmechanizowanych), składających się z piechoty zmechanizowanej, artylerii, broni pancernej i dużej liczby śmigłowców.
Obecnie dywizja stacjonuje w Fort Riley w stanie Kansas, dokąd została przeniesiona z Niemiec.

## Historia

### I wojna światowa

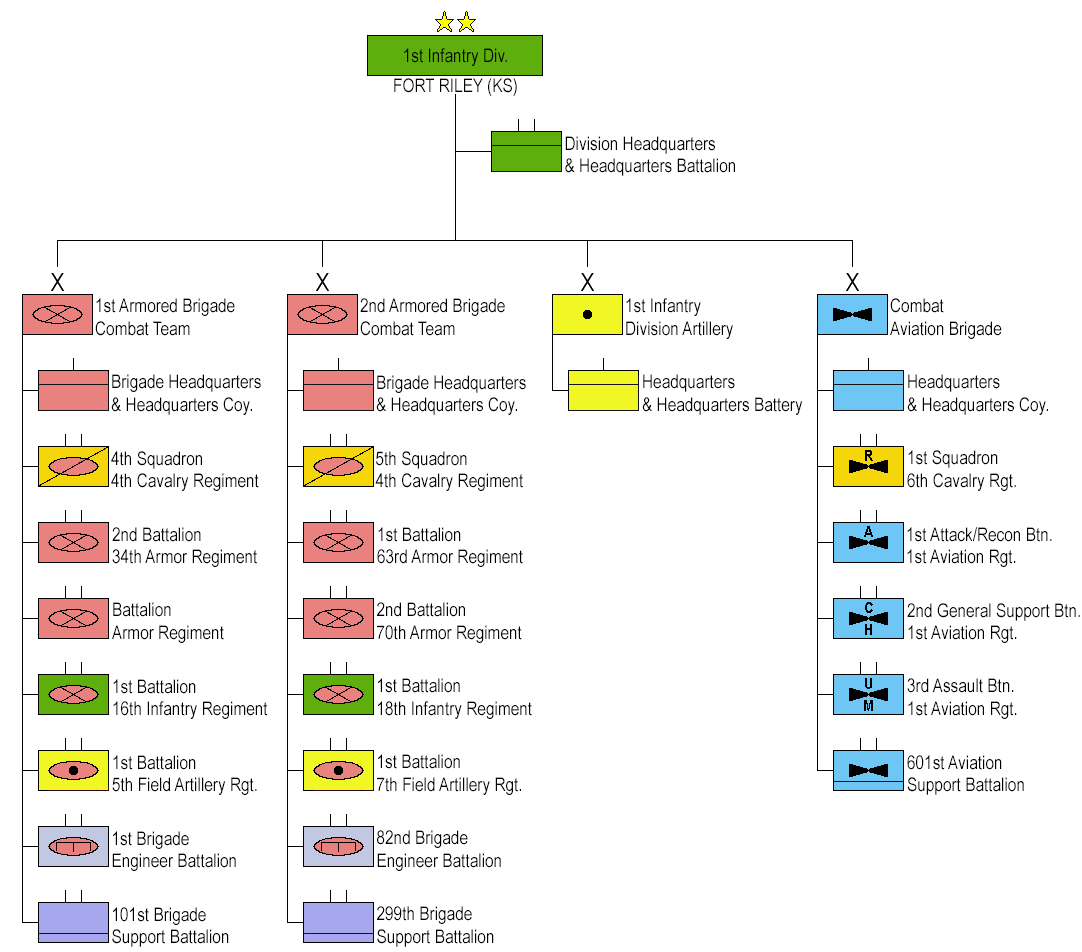
Schemat organizacyjny

Wielka Czerwona Jedynka jest najstarszą służącą do tej pory dywizją piechoty Stanów Zjednoczonych. Ustanowiona została w postaci Sztabu Głównego oraz Pierwszej Dywizji Ekspedycyjnej 24 maja 1917, zorganizowana z jednostek stacjonujących na granicy amerykańsko-meksykańskiej oraz innych posterunków na terenie USA. Oficjalnie zorganizowana 8 czerwca 1917, pod komendą generała brygady Williama L. Siberta. Pierwsze jednostki wypłynęły z Nowego Jorku i Hoboken 14 czerwca tegoż roku. We Francji dywizja bez artylerii została ulokowana i w strefie ćwiczebnej Gondrecourt, artyleria zaś w Le Valdahon. 4 lipca drugi batalion szesnastego regimentu defilował ulicami Paryża, podnosząc na duchu Francuzów. W katakumbach Lafayette, jeden z oficerów sztabowych gen. Pershinga, wypowiedział słynne zdanie: „Lafayette, we are here!”. Dwa dni później, 6 lipca 1917 roku, została oficjalnie przemianowana, na Pierwszą Dywizję Piechoty. Rano 23 października jednostki artyleryjskie 1st Infantry Division ostrzelały niemieckie pozycje obronne. Dwa dni później 2 batalion 16 regimentu poniósł pierwsze straty w ludziach tej wojny. Jedynka walczyła też w ostatniej wielkiej bitwie I wojny światowej w lasach Meuse-Argonne. Dywizja posunęła się o 7 kilometrów w przód i pokonała (całkowicie lub częściowo) 8 dywizji niemieckich. Po podpisaniu zawieszenia broni Dywizja stacjonowała w Sedan, najdalszej strefie zajętej przez amerykańską armię. Jedynka jako pierwsza amerykańska jednostka przekroczyła Ren. Do końca wojny dywizja poniosła 22 668 ofiar oraz wzbogaciła się o pięciu zdobywców Medalu Honoru.

### II wojna światowa
Wielka Czerwona Jedynka wkroczyła na pola bitew drugiej wojny światowej, opodal miasta Oran w północnej Afryce, jako część amerykańskiej kampanii przeciwko wojskom Osi. 8 listopada 1942 roku, po ćwiczeniach na Wyspach Brytyjskich, ludzie z pierwszej dywizji wylądowali u wybrzeży Algierii, niedaleko Oranu. Pierwsze lekcje w boju były cierpkie i dywizja zapłaciła wieloma ofiarami w ciągu kampanii w Tunezji. 9 maja 1943 roku dowódca niemieckich Afrika Korps poddał 40-tysięczne siły. Dywizję wysłano aby zajęła Sycylię w operacji o kryptonimie „Husky”. Pierwsza dywizja szturmowała wybrzeże Gela 10 lipca 1943 roku i szybko przełamała włoskie linie obrony. W D-Day 6 czerwca 1944 roku zdobywała plażę Omaha, u wybrzeża Francji. Wkrótce po godzinie H (6.30 rano) na niewielkim skrawku plaży szesnasty regiment Jedynki walczył o przetrwanie, opodal Colleville-sur-Mer. Plaża wypełniona była poległymi już lub konającymi żołnierzami, nie było miejsca do lądowania dla wsparcia. Pułkownik George Taylor, dowódca szesnastego regimentu, powiedział swym ludziom: „Two kinds of people are staying on this beach! The dead and those who are going to die! Now, let’s get the hell out of here!” (tłum: Na tej plaży są dwa rodzaje ludzi, martwi i ci którzy umrą. Wynośmy się stąd, do cholery!). Powoli żołnierze 1st ID zaczęli poruszać się w głąb lądu. Dywizja kontynuowała swój marsz w stronę Niemiec, przekraczając drugi raz w swej historii Ren. 16 grudnia 24 wrogie dywizje, z czego 10 dywizji pancernych, przypuściło zaciekły kontratak w sektorze ardeńskim, znany dziś jako bitwa o Ardeny (Battle of the Bulge). 15 stycznia dywizja zaatakowała i spenetrowała linię Zygfryda po raz drugi i zdobyła przyczółek mostowy Remagen. W niedzielę wielkanocną 1 kwietnia dywizja przemaszerowała 150 kilometrów na wschód od Siegen. 8 kwietnia przekroczyła rzekę Weser w drodze do Czechosłowacji. Wojna zakończyła się 8 maja 1945 roku. Do końca wojny Pierwsza Dywizja Piechoty straciła 21 023 ludzi. Jej żołnierze otrzymali w sumie 20 752 medali i odznaczeń, w tym 16 Kongresowych Medali Honoru. Wzięła ponad 100 000 jeńców. Po zakończeniu wojny Pierwsza Dywizja pozostawała na terenie Niemiec jako wojska okupacyjne, do roku 1955, kiedy to przeniesiono ją do Fortu Riley w Kansas.

### Wojna w Wietnamie
W roku 1965 Wielką Czerwoną Jedynkę wysłano jako pierwszą do Wietnamu. Pierwszą jednostką Jedynki która wyruszyła była 2. brygada, większe lądowanie odbyło się opodal Quy Nhơn 23 czerwca 1965. Przez prawie pięć lat żołnierze Jedynki walczyli, stawiając opór zaciekłemu wrogowi, wykorzystującemu nieprzebyte dżungle i wsie. Użycie śmigłowców było najlepszym wyjściem, przy przebywaniu dżungli i bezdroży. Doświadczenie zdobywane, przy akcjach zaopatrzeniowych i przy ewakuacji rannych, oraz strategie mobilnego ataku powietrznego były głównymi doktrynami w tych rejonach. W kwietniu 1970 roku, dywizja powróciła do Fortu Riley. Ponad 3000 żołnierzy Wielkiej Czerwonej Jedynki zginęło w akcji, 11 zdobywców Medalu Honoru dodano do puli.

### I wojna w Zatoce Perskiej
2 sierpnia 1990 roku Irak zaatakował Kuwejt. To wydarzenie nagle zaangażowało Amerykańską Armię do walk w Zatoce Perskiej. Pierwsza Dywizja piechoty została postawiona w stan alarmu, a wyruszyła 8 listopada 1990. Dywizja rozlokowała w Arabii Saudyjskiej ponad 12 000 ludzi i 7000 części zaopatrzenia na następne dwa miesiące. Rankiem 24 lutego 1991 roku, gen. major Thomas G. Rhame wydał rozkaz ataku na Irak, torując drogę dla sześciu korpusów. Jedynka zmiażdżyła irackie linie obrony i wzięła do niewoli 2500 jeńców. 28 lutego o 8 rano wojna się zakończyła. Wielka Czerwona Jedynka wywalczyła 260 kilometrów wrogiego terenu w 100 godzin, niszcząc 550 wrogich czołgów, 480 transporterów opancerzonych, biorąc 11 400 jeńców i tracąc jedenastu poległych własnych żołnierzy.

### Stabilizacja Iraku
1 Dywizja Piechoty była kluczową jednostką podczas II bitwy o Faludżę w 2004.